# Szupernehézsúlyú ökölvívás a 2008. évi nyári olimpiai játékokon
Ökölvívó küzdelmek szupernehézsúlyban a 2008. évi nyári olimpiai játékokon.
Résztvevők száma : 16

## Nyolcaddöntők
| Győztes:            | Vesztes:           | Pontozás:                   |
| ------------------- | ------------------ | --------------------------- |
| Vjacseszlav Hlazkov | Robert Alfonso     | 5 : 3                       |
| Neufel Vátah        | Jose Payares       | 7 : 5                       |
| Zhilei Zhang        | Mohammed Amáníszi  | 15 : 0                      |
| Ruszlan Mirszatajev | Dan Beahan         | leállítással az 1. menetben |
| Roberto Cammarelle  | Marco Tomasovic    | 13 : 1                      |
| Oscar Rivas         | Kubrat Pulev       | 11 : 5                      |
| David Price         | Iszlam Timurzijev  | leállítással a 2. menetben  |
| Jaroslavas Jakšto   | Onoriode Ohwarieme | 11 : 1                      |

## Negyeddöntők
| Győztes:            | Vesztes:            | Pontozás:                  |
| ------------------- | ------------------- | -------------------------- |
| Vjacseszlav Hlazkov | Neufel Vátah        | 10 : 4                     |
| Zhilei Zhang        | Ruszlan Mirszatajev | 12 : 2                     |
| Roberto Cammarelle  | Oscar Rivas         | 9 : 5                      |
| David Price         | Jaroslavas Jakšto   | leállítással a 2. menetben |

## Elődöntők
| Döntőbe jut:       | Bronzérmesek:       | Pontozás:       |
| ------------------ | ------------------- | --------------- |
| Zhilei Zhang       | Vjacseszlav Hlazkov | ellenfél nélkül |
| Roberto Cammarelle | David Price         | leállítással    |

## Döntő
| Aranyérmes:        | Ezüstérmes:  | Pontozás:    |
| ------------------ | ------------ | ------------ |
| Roberto Cammarelle | Zhilei Zhang | leállítással |